# 韋元旦
韦元旦（?—?），唐朝京兆万年（今陕西省西安市）人。
韦元旦曾祖父韦澄，字清仁，担任越王府记室时撰《女诫》传世，官至綿州刺史、彭城敬公。祖父韦兢，初名韦慶儼，官至庫部員外郎；父亲韦巨山。韦元旦擢进士第，补任东阿县尉，转任左台监察御史。与张易之有姻亲，张易之被杀，贬为感义县尉。后来召为主客员外郎，转任中书舍人。他舅舅陆颂之妻，是韦后之妹，韦元旦凭以复进朝中。唐中宗召徐堅、徐彥伯、劉允濟入脩文館。